# Liste des sites mégalithiques du Vale of Glamorgan
Cette liste non exhaustive recense les principaux sites mégalithiques du vale of Glamorgan.

## Cartographie
Localisation des principaux sites mégalithiques du vale of Glamorgan
| : Complexes mégalithiques · : Alignements, henges, cromlechs · : Dolmens, menhirs, tumulus, cairns · |

## Liste
| Site             | Type   | Notes | Coordonnées                 | Image |
| ---------------- | ------ | ----- | --------------------------- | ----- |
| Tinkinswood (en) | Dolmen |       | 51° 27′ 05″ N, 3° 18′ 29″ O |       |